# Rolling with Stone
Rolling with Stone es una película documental dirigida por la actriz y directora francesa Sarah Bertrand. Tiene como protagonista al cineasta Oliver Stone durante el rodaje de su película Al sur de la frontera, documental sobre la presidencia de los líderes de izquierda de Latinoamérica, entre otros, Hugo Chávez de Venezuela, Raúl Castro de Cuba o Lula da Silva de Brasil.